# Hubert van Eyck
Hubert van Eyck (também conhecido como Huybrecht van Eyck) (1366 — 1426) foi um pintor flamengo e irmão mais velho de Jan van Eyck.
Hubert foi quem iniciou a criação da obra, da Idade Média, a Adoração do Cordeiro Místico, que foi depois finalizada por Jan van Eyck. Hubert ensinou boa parte da arte a seu irmão, que viveu mais anos que ele.Hubert van Eyck é uma "suposição" não se sabe se ele realmente existiu. Algumas pessoas acham que Hubert era seu professor,outras acreditam que ele nem existiu.